# Stade de France
Lo Stade de France è uno stadio sportivo francese situato nel comune di Saint-Denis, a circa dieci chilometri dal centro di Parigi; grazie alla sua capienza di 80.000 spettatori, si tratta dello stadio più grande di Francia e uno dei più grandi d'Europa.
Inaugurato nel 1998 in previsione dell'imminente campionato mondiale di calcio, ospitò la finale del torneo che vide la vittoria dei padroni di casa sul Brasile.

## Storia

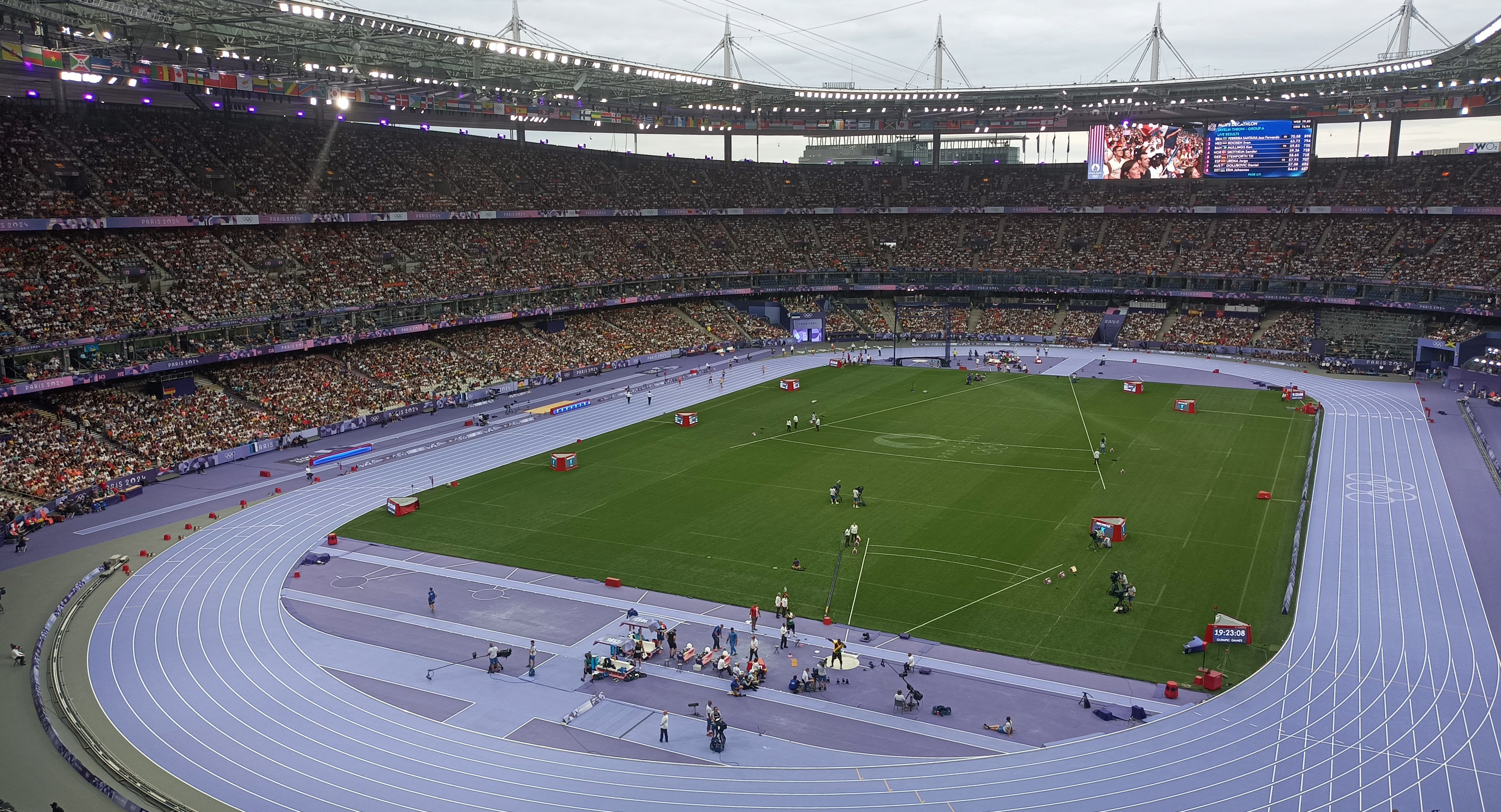
Lo stadio nella configurazione con pista scoperta, durante i Giochi della XXXIII Olimpiade (2024).

Lo stadio è stato ufficialmente inaugurato il 27 gennaio 1998 con la partita amichevole tra Francia e Spagna, vinta dai Galletti per 1-0 con rete di Zidane nel primo tempo. Nello stesso anno ospitò diverse partite del campionato del mondo 1998, tra cui la finale tra Francia e Brasile, che vide la vittoria dei padroni di casa. Da allora viene utilizzato sia per le partite di calcio sia per quelle di rugby, oltreché per grandi eventi tra i quali concerti musicali e meeting di atletica: caratteristica architettonica principale di questo impianto, infatti, è che le tribune del primo anello (25 000 posti sugli oltre 80 000 di capienza massima) possono essere arretrate di 4,5 metri per lasciare spazio alla pista di atletica leggera; l'operazione di spostamento richiede circa 80 ore di lavoro.
Diverse volte si è provato a trovare un club di calcio che utilizzasse questo stadio come campo di casa nei propri incontri sportivi: tuttavia quella che poteva essere la squadra più adatta, anche per numero di potenziali spettatori, cioè il Paris Saint-Germain, ha rifiutato la proposta, essendo stato convinto dalle pay TV e sponsor vari a restare al Parco dei Principi. Ospita gli incontri casalinghi dei Bleus di calcio mentre, per quanto concerne la palla ovale, i match casalinghi della Francia nonché alcune gare della compagine parigina dello Stade français.
Oltre ai succitati incontri del mondiale di calcio 1998, negli anni seguenti lo Stade de France ha ospitato alcuni match della Coppa del Mondo di rugby nelle edizioni 1999, 2007 e 2023 – in questi ultimi due casi, finale compresa –, le finali di UEFA Champions League del 2000, del 2006 e del 2022; i campionati del mondo di atletica leggera 2003 e alcune partite del campionato d'Europa 2016 — finale compresa.
Il 13 novembre 2015, come parte di una serie di attentati terroristici nella capitale francese, due kamikaze e una bomba sono scoppiate all'esterno dello stadio, nel corso di un'amichevole tra le nazionali di calcio di Francia e Germania, causando un morto.
Nell'estate 2024, in occasione dei Giochi della XXXIII Olimpiade, lo stadio ha ospitato le gare del torneo di rugby a 7, di atletica leggera e la cerimonia di chiusura; quindi, in occasione dei XVII Giochi paralimpici estivi, l'impianto è sede delle gare di atletica leggera e della cerimonia di chiusura.

## Incontri internazionali

### Mondiale di calcio 1998
| Data           | Ora (CEST) | Squadra numero 1 | Ris.                    | Squadra numero 2 | Fase del torneo            | Spettatori |
| -------------- | ---------- | ---------------- | ----------------------- | ---------------- | -------------------------- | ---------- |
| 10 giugno 1998 | 18:00      | Brasile          | 2 - 1                   | Scozia           | Girone A (gara inaugurale) | 80 000     |
| 13 giugno 1998 | 21:00      | Paesi Bassi      | 0 - 0                   | Belgio           | Girone E                   | 77 000     |
| 18 giugno 1998 | 21:00      | Francia          | 4 - 0                   | Arabia Saudita   | Girone C                   | 80 000     |
| 23 giugno 1998 | 18:00      | Italia           | 2 - 1                   | Austria          | Girone B                   | 80 000     |
| 26 giugno 1998 | 18:00      | Romania          | 1 - 1                   | Tunisia          | Girone G                   | 77 000     |
| 28 giugno 1998 | 21:00      | Danimarca        | 4 - 1                   | Nigeria          | Ottavi di finale           | 77 000     |
| 3 luglio 1998  | 16:00      | Francia          | 0 - 0 (dts) 4 - 3 (dtr) | Italia           | Quarti di finale           | 77 000     |
| 8 luglio 1998  | 21:00      | Francia          | 2 - 1                   | Croazia          | Semifinali                 | 76 000     |
| 12 luglio 1998 | 21:00      | Francia          | 3 - 0                   | Brasile          | Finale                     | 80 000     |

### UEFA Euro 2016
| Data           | Ora (CEST) | Squadra numero 1 | Ris.        | Squadra numero 2 | Fase del torneo            | Spettatori |
| -------------- | ---------- | ---------------- | ----------- | ---------------- | -------------------------- | ---------- |
| 10 giugno 2016 | 21:00      | Francia          | 2 - 1       | Romania          | Girone A (gara inaugurale) | 75 113     |
| 13 giugno 2016 | 18:00      | Irlanda          | 1 - 1       | Svezia           | Girone E                   | 73 419     |
| 16 giugno 2016 | 21:00      | Germania         | 0 - 0       | Polonia          | Girone C                   | 73 648     |
| 22 giugno 2016 | 18:00      | Islanda          | 2 - 1       | Austria          | Girone F                   | 68 714     |
| 27 giugno 2016 | 18:00      | Italia           | 2 - 0       | Spagna           | Ottavi di finale           | 76 165     |
| 3 luglio 2016  | 21:00      | Francia          | 5 - 2       | Islanda          | Quarti di finale           | 76 833     |
| 10 luglio 2016 | 21:00      | Portogallo       | 1 - 0 (dts) | Francia          | Finale                     | 75 868     |

### Finali di UEFA Champions League
| Data           | Ora (CEST) | Squadra numero 1 | Risultato | Squadra numero 2 | Stagione  | Spettatori |
| -------------- | ---------- | ---------------- | --------- | ---------------- | --------- | ---------- |
| 24 maggio 2000 | 20:45      | Real Madrid      | 3 - 0     | Valencia         | 1999-2000 | 78 759     |
| 17 maggio 2006 | 20:45      | Barcellona       | 2 - 1     | Arsenal          | 2005-2006 | 79 500     |
| 28 maggio 2022 | 21:36      | Liverpool        | 0 - 1     | Real Madrid      | 2021-2022 | 75 000     |

### Rugby World Cup 1999
| Data            | Ora (CEST) | Squadra numero 1 | Ris.    | Squadra numero 2 | Fase del torneo  | Spettatori |
| --------------- | ---------- | ---------------- | ------- | ---------------- | ---------------- | ---------- |
| 24 ottobre 1999 | 12:00      | Sudafrica        | 44 - 21 | Inghilterra      | Quarti di finale | 75 000     |

### Rugby World Cup 2007
| Data             | Ora (CEST) | Squadra numero 1 | Ris.    | Squadra numero 2 | Fase del torneo            | Spettatori |
| ---------------- | ---------- | ---------------- | ------- | ---------------- | -------------------------- | ---------- |
| 7 settembre 2007 | 21:00      | Francia          | 12 - 17 | Argentina        | Girone D (gara inaugurale) | 79 312     |
| 7 ottobre 2007   | 21:00      | Argentina        | 19 - 13 | Scozia           | Quarti di finale           | 76 866     |
| 13 ottobre 2007  | 21:00      | Francia          | 9 - 14  | Inghilterra      | Semifinali                 | 80 283     |
| 14 ottobre 2007  | 21:00      | Argentina        | 13 - 37 | Sudafrica        | Semifinali                 | 77 055     |
| 21 ottobre 2007  | 21:00      | Inghilterra      | 6 - 15  | Sudafrica        | Finale                     | 80 430     |

### Rugby World Cup 2023
| Data              | Ora (CEST) | Squadra numero 1 | Ris.    | Squadra numero 2 | Fase del torneo            | Spettatori |
| ----------------- | ---------- | ---------------- | ------- | ---------------- | -------------------------- | ---------- |
| 8 settembre 2023  | 21:15      | Francia          | 27 - 13 | Nuova Zelanda    | Girone A (gara inaugurale) | 78750      |
| 9 settembre 2023  | 18:00      | Australia        | 35 - 15 | Georgia          | Girone C                   | 75770      |
| 23 settembre 2023 | 21:00      | Sudafrica        | 8 - 13  | Irlanda          | Girone B                   | 78542      |
| 7 ottobre 2023    | 21:00      | Irlanda          | 36 - 14 | Scozia           | Girone B                   | 78459      |
| 14 ottobre 2023   | 21:00      | Irlanda          | 24 - 28 | Nuova Zelanda    | Quarti di finale           | 78845      |
| 15 ottobre 2023   | 21:00      | Francia          | 28 - 29 | Sudafrica        | Quarti di finale           | 79486      |
| 20 ottobre 2023   | 21:00      | Argentina        | 6 - 44  | Nuova Zelanda    | Semifinali                 | 77653      |
| 21 ottobre 2023   | 21:00      | Inghilterra      | 15 - 16 | Sudafrica        | Semifinali                 | 78098      |
| 27 ottobre 2023   | 21:00      | Argentina        | 23 - 26 | Inghilterra      | Finale per il 3º posto     | 77604      |
| 28 ottobre 2023   | 21:00      | Nuova Zelanda    | 11 - 12 | Sudafrica        | Finale                     | 80065      |

### Finali di Heineken Cup
- Tolosa 21-19  Biarritz - (22 maggio 2010).

## Accesso
- con i mezzi pubblici:
  - Saint-Denis - Porte de Paris : Linea 13 (metropolitana di Parigi)
  - La Plaine - Stade de France : Linea RER B
  - Stade de France - Saint-Denis : Linea RER D
- su strada: 
  - Autoroute A1 (Francia)
  - Autoroute A86